# La Serna del Monte
La Serna del Monte – osada w Hiszpanii we wspólnocie autonomicznej Madryt. Leży na stosunkowo płaskim stoku gór Sierra de Guadarrama, w okolicy występuje charakterystyczna dla obszarów górskich roślinność: kasztan, dąb pirenejski czy jałowiec.